# 미카와카와이역
미카와카와이역(일본어: 三河川合駅)은 일본 아이치현 신시로시에 위치한 도카이 여객철도 이다선의 철도역이다. 섬식 승강장 1면 2선의 승강장을 갖춘 지상역이다.

## 이용 현황
- 1998년도 : 97명
- 2000년도 : 95명

## 역 주변
- 국도 제151호선

## 역사
- 1923년 2월 1일 : 호라이지 철도의 종착역으로서 개업.
- 1933년 12월 21일 : 산신 철도가 개업. 노선 연장을 개시.
- 1943년 8월 1일 : 호라이지 철도 · 산신 철도의 국유화에 수반해, 국유 철도 이다선의 역으로 한다.
- 1963년 3월 1일 : 차급 화물의 취급 범위를, 전용선 발착만으로 축소.
- 1966년 4월 1일 : 차급 화물의 취급을 전면 폐지.
- 1971년 12월 1일 : 소량 화물의 취급을 폐지해, 화물 영업을 종료. 동시에 하물의 취급도 폐지.
- 1986년 11월 1일 : 무인역화.
- 1987년 4월 1일 : 일본국유철도 분할 민영화에 의해, 도카이 여객철도가 승계.

## 인접 역
| 도카이 여객철도 이다선       | 도카이 여객철도 이다선 | 도카이 여객철도 이다선 |
| ---------------------------- | ---------------------- | ---------------------- |
| 미카와마키하라 도요하시 방면 | ■ 쾌속 (상행선만 운전) | 도에이 고마가네 방면   |
| 도카이 여객철도 이다선       |                        |                        |
| 가키다이라 도요하시 방면     | ■ 보통                 | 이케바 다쓰노 방면     |